# Chincheros

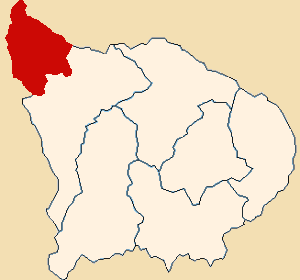
Localização da Cidade de Chincheros no Departamento de Apurímac, no Peru

A cidade peruana de Chincheros é a capital da Província de Chincheros, situada no Departamento de Apurímac, pertencente à Região de Apurímac, Peru.